# Шунин, Николай Михайлович
Николай Михайлович Шунин (15 мая 1915 — 27 сентября 1977) — автоматчик роты автоматчиков 1319-го стрелкового полка (185-я стрелковая дивизия, 47-я армия, 1-й Белорусский фронт) красноармеец — на момент последнего представления к награждению орденом Славы.

## Биография
Родился 15 мая 1915 года в станице Преградная ныне в Урупском районе Карачаево-Черкесии.
В Красной Армии с марта 1944 года. На фронте в Великую Отечественную войну с апреля того же года.
30 июля 1944 года в наступательном бою юго-восточнее города Мендзыжец-Подляски пулеметный расчет, в котором наводчиком был красноармеец Шунин, выдвинувшись на открытую позиции подавил огонь вражеской пулеметной точки.
Приказом 185-й стрелковой дивизии № 44/н от 16 августа 1944 года красноармеец Шунин Николай Михайлович награждён орденом Славы 3-й степени.
15-16 января 1945 года при форсировании реки Висла 15 км северо-западнее Варшавы и в бою на противоположном берегу красноармеец Шунин вывел из строя более 10 вражеских солдат и офицеров.
Приказом 77-го стрелкового корпуса № 12/н от 13 февраля 1945 года награждён вторым орденом Славы 3-й степени.
14 февраля 1945 года в числе первых ворвался в ред. Хаммер, в бою уничтожил 9 солдат противника и подавил гранатой ручной пулемёт.
Приказом 47-й армии № 107/н от 12 апреля мая 1945 года награждён орденом Славы 2-й степени.
20 марта 1945 года в числе первых преодолел реку Одер в 20 км юго-западнее города Шведт Германия и, удерживая захваченные позиции вместе с другими бойцами, обеспечивал форсирование реки подразделениями полка.
Приказом 47-й армии № 160/н от 24 мая 1945 года награждён вторым орденом Славы 2-й степени.
В 1945 году был демобилизован.
Указом Президиума Верховного Совета СССР от 31 марта 1956 года в порядке перенаграждения Шунин Николай Михайлович награждён орденом Славы 1-й степени (вместо ордена Славы 3-й степени от 13 февраля 1945 г.). Стал полным кавалером ордена Славы.
Жил в станице Преградной. Скончался 27 сентября 1977 года.